# Blood Tsunami (banda)
Blood Tsunami es una banda noruega de thrash metal de Oslo, formada por Peter Michael Kolstad Vegem en 2004 y actualmente firmada por Indie Recordings .

## Biografía

### 2003-2004
El vocalista y guitarrista principal Peter Michael Kolstad Vegem (también conocido como Pete Evil) había estado al frente de su banda de punk/rock' roll, Hellride, durante varios años, pero cuando esta banda se separó a fines de 2003, decidió formar una banda de heavy metal y comenzó a escribir material para su nueva banda aún sin nombre. A principios de enero de 2004 formó Blood Tsunami.Jørgen Nordli (alias Jay) se unió a la batería y los dos inmediatamente comenzaron a ensayar el material de Pete. La primera canción de Blood Tsunami fue "Killing Spree". Poco después de que Pete encontrara un bajista en Frode Sørskaar (alias Riff Randall) y Kristoffer Sørensen (alias Dor Amazon) se unió a la guitarra principal.

Durante la primavera de 2004, esta formación grabó una demostración de 4 canciones. La presentación en vivo debut de Blood Tsunami tuvo lugar el 24 de agosto de 2004, en un pequeño club en Oslo llamado Last Train, apoyando a la banda sueca de death metal Entombed .

### 2005-2007
Frode Sørskaar no se sentía cómodo tocando metal, así que Pete se puso en contacto con su antiguo compañero de Hellride, Peter Boström (también conocido como jefe). A Bosse le gustaba el metal y los dos habían compartido muchas noches de borrachera escuchando a Slayer y Judas Priest en la parte trasera de la furgoneta Hellride.Con Bosse al bajo, Blood Tsunami decidió grabar otra demo. Durante enero de 2005 fueron a Sverre Dæhli (Audiopain) que dirige su propio pequeño estudio llamado Fias Co Prod Studios. Allí intentaron grabar una nueva canción llamada "Evil Unleashed", pero pronto se hizo evidente que Jay tenía problemas detrás de la batería. Canciones como "Evil Unleashed" y "Stabbed To Death" no mantuvieron la velocidad y la intensidad adecuadas que Pete quería. Se detuvo la grabación y, decepcionada, la banda volvió al local de ensayo. Fue una decisión difícil ya que Jay se había convertido en un muy buen amigo y era un miembro devoto de la banda, pero tenía que irse.

En ese momento, Pete se había unido recientemente como bajista de una banda de punk llamada Bomberos. Bomberos estaba formado por Bjørn Hinkel, Sven Erik Kristiansen (alias Maniac, ex Mayhem, Skitliv ) y Einar Sursjø (alias Necrodevil of Infernö, Virus, Beyond Dawn, etc. ). Pete solo tocó un concierto con esta banda, pero cuando Necrodevil decidió dejar a los Bomberos, el pequeño Bjørn Hinkel pronto contrató a un nuevo baterista. Durante algunos ensayos con el nuevo baterista de Bomberos, fue obvio para Pete que necesitaba a este tipo en Blood Tsunami. Pete le dio a Bård Eithun (alias Faust, ex Emperor, Aborym, Scum ) la demostración de Blood Tsunami de 2004 y le preguntó si le daría una oportunidad. Faust estuvo de acuerdo y poco después se convirtió en miembro permanente de Blood Tsunami. Tanto Pete como Faust se fueron de Bomberos al día siguiente.

La nueva formación de Blood Tsunami grabó una demostración de cinco canciones en Lion Heart Studios en Oslo con el ingeniero Øyvind Voldmo Larsen. Ahora, con Faust en la batería, la banda de repente era una máquina bien engrasada y una vieja canción como "Killing Spree" sonaba bastante diferente y muy mejorada en comparación con la versión de 2004. Las nuevas canciones de esta demostración incluyeron "Evil Unleashed", "Infernal Final Carnage", "Suicide Anthem", "Stabbed To Death" y una nueva versión de "Let Blood Rain". Faust tenía las habilidades técnicas y la velocidad que le faltaba a la banda. Bosse también le dio a la banda un nuevo sonido con sus coros oscuros y gruñidos. Otra sorpresa en esta demostración fue la pista "Suicide Anthem", donde Bosse proporcionó una voz limpia en el coro. Esto era algo sobre lo que Pete y Faust eran muy escépticos, ya que ambos despreciaban a las bandas que mezclaban voces agresivas con voces limpias, pero aun así pasó. Simplemente porque la voz limpia de Bosse eleva la canción a un nivel desconocido.

"Suicide Anthem" no obtuvo un lanzamiento oficial antes de que se incluyera en el EP "Castle of Skulls" en 2009.Durante 2006, sin muchas explicaciones, Bosse repentinamente decidió dejar la banda. Rápidamente fue reemplazado por Stig Atle Amundsen (alias Stu Manx, ex- Gluecifer, ex-The Yum Yums). Con un nuevo bajista, la banda comenzó el largo proceso de ensayar material antiguo en lugar de escribir nuevas canciones. Al igual que Riff Randall, Stu Manx también estaba más interesado en el rock and roll y pronto perdió el interés. Empezó a faltar a los ensayos y rápidamente se hizo evidente que el chico no estaba muy interesado en tocar con Blood Tsunami. Pete, Dor y Faust continuaron como un trío.
La buena noticia en medio del lío de los bajistas fue que la demo de 2005 aseguró a Blood Tsunami un trato con Nocturnal Art Productions y Candlelight Recordings. El jefe de Nocturnal Art Productions, Tomas Haugen (alias Samoth ) es un buen amigo de Faust y ambos son exmiembros de la legendaria Norwegian Black Metal Band Emperor. Tomas le dio una oportunidad a Blood Tsunami, pero como dijo varias veces. "Esto no es un favor para un amigo. La música habla por sí sola. Si no me gustara la banda nunca los hubiera fichado".
En 2006, cuando llegó el momento de firmar contratos, Pete hizo una llamada telefónica rápida a Bosse. La idea de grabar un álbum era atractiva y Bosse accedió a unirse de nuevo a Blood Tsunami. Una vez más, la banda entró en los estudios Lion Heart con Øyvind Voldmo Larsen y se embarcó en las sesiones de grabación con la moral alta. "Killing Spree" se grabó por tercera vez en dos años y otras canciones de demostración como "Evil Unleashed", "Infernal Final Carnage" y "Stabbed To Death" también llegaron al álbum. Este último recibió un nuevo título y se hizo conocido como "Torn Apart". Desafortunadamente, pero por varias razones, el álbum terminó con una producción demasiado pulida para el gusto de la banda. En retrospectiva, la banda se arrepintió y deseó haber prestado más atención al proceso de producción real durante la grabación del álbum.Una pista del álbum se destacó y se convirtió en un hito en la carrera de la banda. La pista fue el instrumental llamado "Godbeater"; un instrumental de diez minutos que se parece a cómo sonaba Metallica a mediados de los 80.  La pista nació cuando Pete compiló un montón de viejos riffs que nunca había usado y pronto creció hasta convertirse en este instrumental largo y grandioso.

Pete y Faust ya habían decidido que querían que Blood Tsunami tuviera un fuerte sentimiento visual de los 80. Pete quería algo en la línea de la obra de arte de Lawere para "Pleasure To Kill" de Kreator y comenzó a buscar artistas. En este momento, no se pudo encontrar a Lawere. Ken Kelly, otro favorito de Pete, nunca respondió a los correos y Derek Riggs resultó ser demasiado caro. Luego, Pete comenzó a buscar en algunos cómics de Marvel y encontró el nombre de Alexander Orlandelli Horley. El dibujo de Horley era exactamente lo que Pete estaba buscando y pronto se puso en contacto con el artista nacido en Italia y residente en los Estados Unidos. Pete explicó qué tipo de portada quería. -“Un guerrero malvado con una gran guadaña triunfante sobre un montón de cadáveres mutilados”. Alex Horley rápidamente entregó los productos y creó una llamativa portada de álbum. Pete también diseñó un nuevo logo para la banda.
En algún momento surgió una idea para el título de un álbum. Pete sugirió que sería divertido simplemente llamar al álbum Thrash Metal . Esto resultó ser una mala idea ya que la música en sí no era estrictamente "thrash", sino que también contenía influencias de Death Metal y rock 'n roll. La voz de Pete también fue un tema de debate, ya que muchos oyentes pensaban que era demasiado Black Metal para Thrash Metal. De todos modos, la banda no pensó mucho en esto hasta que comenzaron a leer reseñas donde el título del álbum era constantemente criticado. Pronto entendieron que había sido un gran error darle al álbum un título tan vinculante para el género y, como dijo Pete más tarde: -"Nos "disparamos en el pie" con ese título, ya que les dimos a todos una oportunidad de oro para criticarnos". por no ser suficiente thrash metal. En lugar de escuchar un buen álbum de metal, solo escucharon lo que estaba mal. . . Demasiado. Lamento profundamente no llamar al álbum "Godbeater". Ese hubiera sido un título mucho mejor y le hubiera dado al álbum su propia identidad y nos hubiera salvado de todas las críticas y regaños de los reporteros y los metaleros que pensaban que estábamos meando sobre la herencia del thrash metal". El álbum debut de Blood Tsunami, "Thrash Metal", fue lanzado por Nocturnal Art Productions y Candlelight Records el 19 de marzo de 2007. El álbum recibió muy buenas críticas en la prensa metalera mundial y se vendió bastante bien. Blood Tsunami pronto se fue de gira por el Reino Unido con sus amigos de Zyklon y la banda británica de Death Metal Dead Beyond Buried.

### 2008-2009
La banda continuó tocando, principalmente en Noruega, pero también algunos en el extranjero e hicieron rápidos "únicos" en Italia y Dinamarca. La banda tuvo problemas para realizar giras más largas ya que tanto Pete como Faust tenían compromisos familiares. Pasaron mucho tiempo ensayando y Pete pronto compuso suficiente material para un segundo álbum. Durante el otoño de 2008, Blood Tsunami ingresó a Lion Heart Studios con Øyvind Voldmo Larsen por tercera vez en tres años y comenzó a trabajar en el álbum que luego se conocería como "Grand Feast For Vultures", que fue lanzado por Nocturnal Art Productions y Candlelight Records . el 27 de abril de 2009. El álbum fue elogiado por las comunidades de metal del mundo y recibió elogios de la crítica. Una vez más, Alex Horley hizo la obra de arte y, por sugerencia de Pete, se le ocurrió una pintura grotesca de un cadáver podrido colgando en medio de un campo de batalla. Un gran buitre le está sacando el ojo. El guerrero triunfante del debut ahora fue reemplazado por un cadáver podrido, pero aun así el álbum mostraba una banda mucho más segura en comparación con el álbum debut. Esta vez, Blood Tsunami se había centrado en toda la producción y se le ocurrió un sonido que hacía justicia al material. Como el contenido lírico de "Thrash Metal" era todo material ficticio que evolucionaba en torno a la guerra, la muerte y el infierno, "Grand Feast For Vultures" contenía letras más personales. Pete había escrito sus problemas con el alcohol y la depresión y todo esto se gritaba en canciones como "Personal Exorcism", "Laid To Waste" y "One Step Closer To The Grave". Líricamente, la canción de apertura "Castle of Skulls" estaba más en la línea del material anterior, pero aun así, si lees la letra, está escrita con un tema de "nosotros contra ellos" y Pete explicó más tarde que la canción estaba destinada a ser un grito de batalla de "Metalheads contra Posers".

"Grand Feast for Vultures" también contenía un instrumental. Este instrumental fue compuesto por Pete durante 2008 y contenía una impresionante cantidad de riffs, armonías y compases. La gran diferencia en comparación con el instrumental anterior "Godbeater" fue la introducción de las influencias de NWOBHM y los temas principales al estilo de Iron Maiden . El nuevo instrumental primero se tituló "Enceladus Rising" y este título incluso apareció en las primeras copias promocionales que se enviaron a la prensa y las estaciones de radio de EE. UU. Este error explica por qué muchos estadounidenses todavía llaman a esta pista "Enceladus Rising". Antes de que se imprimiera el folleto real, Pete cambió de opinión y quería que la pista se llamara "Horsehead Nebula". Pete explicó: "Quería un título que incluyera algo tremendamente grande y al mismo tiempo algo muy hermoso. Enceladus era uno de los gigantes de la mitología griega, pero creo que no era particularmente hermoso. Encélado es también el nombre que recibe una de las lunas que orbita alrededor de Saturno. Eso fue más interesante y comencé a pensar en el espacio. . . Busqué fotos de varias nebulosas y en el fondo de mi cabeza recordé unas fotos que había visto de esta gigantesca nebulosa con forma de cabeza de caballo. Lo busqué y en el momento en que vi la foto supe de inmediato que tenía el título correcto para el instrumental. La Nebulosa Cabeza de Caballo es una nebulosa oscura en la constelación de Orión. Está ubicado justo al sur de la estrella Alnitak, que está más al este en el Cinturón de Orión, y es parte del 'complejo de nubes moleculares de Orión' mucho más grande. Este último es, por supuesto, más grande, pero usarlo como título habría vinculado nuestro instrumental con 'Orion' de Metallica y también suena como algo que una banda industrial habría llamado a su álbum, por lo que esa opción se abandonó rápidamente".
Horsehead Nebula es la pieza musical más desafiante jamás compuesta por Pete y está siendo aclamada como la obra maestra en el catálogo de Blood Tsunami tanto por los fanáticos como por la prensa.
Desafortunadamente, pero por alguna razón desconocida, Candlelight rechazó la solicitud de Blood Tsunami de un anticipo económico para poder embarcarse en una extensa gira europea junto con dos bandas estadounidenses. A saber, Absu y Nachtmystium . Este retroceso en comparación con otros problemas de reserva hizo que la banda se sintiera descontenta y decepcionada. Los miembros y especialmente la fuerza impulsora de Pete y Faust sintieron que estaban trabajando duro por poca o casi ninguna recompensa. Los ánimos, una vez altos, cayeron a su punto más bajo. Blood Tsunami tocó en un espectáculo después del lanzamiento de "Grand Feast For Vultures" y ese espectáculo tuvo lugar en Elm Street en Oslo en agosto de 2009. Entonces Blood Tsunami desapareció.

### 2009-2013
Durante el verano de 2009, Pete se había conectado con su viejo amigo Kristopher Schau (también conocido como Max Cargo, ex- The Cumshots, Datsun, The Dogs, The Terrifieds). Los dos amigos solían tocar juntos en una banda de punk llamada Datsun a fines de la década de 1990 y Pete sugirió: -"Oye, comencemos una banda que no se preocupe por los géneros. Hagamos algo como Zeke and The Dwarves y juguemos con nuestras bolas, emborrachémonos y armamos un infierno". Kristopher respondió con un breve "Sí" y pronto comenzaron a ensayar con Pete en la guitarra y Kristopher en la voz. La banda, por alguna estúpida razón, se llamaba Mongo Ninja y tanto Faust como Dor se convirtieron en miembros de esta banda. El quinto miembro y bajista fue Mads Martinsen. Trabaja para una agencia de reservas con sede en Oslo llamada Amber Booking. Esta conexión resultó en un calendario de giras muy ocupado para los tres chicos de Blood Tsunami. Una vez más, la creatividad de Pete floreció y en doce meses Mongo Ninja grabó y lanzó tres álbumes a través del sello con sede en Oslo, Indie Recordings. Durante este período, Candlelight dejó caer Blood Tsunami y, una vez más, Bosse dejó la banda. Ninguno de los miembros restantes de Blood Tsunami se preocupó mucho por esto, ya que estaban pasando un buen rato con Mongo Ninja.
Después de tres años de giras y fiestas, Pete comenzó a extrañar a Blood Tsunami. Sintió que Mongo Ninja había logrado lo que se propusieron hacer y que la parte divertida había sido reemplazada lentamente por deberes y responsabilidades. Faust, Dor y Pete comenzaron a ensayar material nuevo que Pete había escrito y pronto surgieron algunas canciones nuevas de Blood Tsunami. Las primeras canciones que estuvieron listas se llamaron "Metal Fang", "The Rape of Nanking" y "The Cruel Leading The Fool". El contenido de las letras tuvo cambios durante los años de Mongo Ninja cuando Pete incorporó su marca registrada Mongo Ninja de escribir letras sobre personas reales y crímenes reales. Ahora tenían que encontrar un nuevo bajista.
Priscila Morales, (alias Proxy), una conocida manager y agente de contratación en la escena del metal noruego, se había conseguido un nuevo novio. El elegido fue un rockero punk sueco de pelo largo que tocaba la guitarra en una banda de punk llamada Speedergarben. Pete le preguntó a Proxy si su nuevo amor tocaba el bajo y ella respondió rápidamente. . . "Él puede tocar el bajo".
Carl Janfalk (alias Calle) apareció y durante el primer ensayo fue obvio que era el tipo correcto. ¡Sin tonterías, sin estrés, sin preocupaciones! Carl estaba dentro. Blood Tsunami ingresó a Midrange Studios en enero de 2012 y junto con el ingeniero Anders Henningsen grabaron una nueva demostración de 6 pistas. La nueva demostración mostró una banda que se había vuelto más dura, sucia y mala durante su pausa. Las canciones eran más cortas, más en tu cara y despojadas hasta los huesos. Atrás quedaron las influencias de la NWOBHM, atrás quedaron los riffs que sonaban suecos, atrás quedaron las voces gritando y los coros gruñidos. Atrás quedaron los diez mil millones de bombos y las largas estructuras de las canciones. Blood Tsunami renació y parecía estar más cabreado, feroz y vicioso que nunca.
El cuarteto comenzó a tocar en vivo nuevamente y el primer show de la nueva formación tuvo lugar en Revolver en Oslo el 25 de febrero de 2012, como teloneros de la banda británica de thrash Virus. Un mes después, Blood Tsunami entró en Unholy Pub en Oslo y apoyó a Grave Desecrator de Brasil.
Blood Tsunami estaba buscando una nueva etiqueta y la demostración se envió a algunos candidatos. Recibieron muchos comentarios positivos y recibieron algunas buenas ofertas, pero esta vez no querían apresurar las cosas. Esperaron pacientemente y finalmente la propia Indie Recordings de Noruega escuchó la demo. Se firmó un trato y, una vez más, Blood Tsunami pudo ingresar al estudio. En junio de 2012 comenzaron las sesiones de grabación en los estudios Fias Co Prod de Sverre Dæhli, donde Faust clavó la batería en unas pocas horas. Luego continuaron en Midrange Studios con Anders Henningsen y las cosas se veían bien.
Los problemas ocurrieron cuando llegó el momento de establecer las voces. Resultó que Pete se había dañado seriamente las cuerdas vocales y para recuperarse necesitaría cirugía. Este contratiempo les obligó a posponer la sesión de grabación con casi dos meses. Este descanso se dedicó a crear la obra de arte y el folleto. Todo el diseño gráfico se hizo a medida para adaptarse al nuevo contenido musical de Blood Tsunami. Oscuro, sucio y todo en blanco y negro. El artista estadounidense Christian Sloan Hall diseñó la obra de arte, el fotógrafo noruego Kjell Ivar Lund tomó las fotos de la banda y Pete una vez más diseñó un nuevo logotipo de la banda. El resultado es duro, mezquino y "en tu cara". ¡Como la música!
El nuevo álbum tiene un título noruego. Se llama "¡Por Faen!" y según el comunicado de prensa esta es una de las palabras más comunes en el idioma noruego. "For Faen" se puede traducir en dos cosas. Traducido directamente significa "Por el diablo", pero también puede significar algo así como "Por el amor de Dios".
¡Por Faén! fue lanzado por Indie Recordings el 8 de marzo de 2013.

### 2013-2018
El 27 de abril de 2018, lanzaron Grave Condition, su primer álbum en cinco años.

## Discografía

### Álbumes de estudio
| Fecha de lanzamiento | Título                       | Etiqueta                                        |
| 2007                 | Thrash metal                 | Producciones de arte nocturno/ Luz de las velas |
| 2009                 | Gran fiesta para los buitres | Producciones de arte nocturno/Luz de velas      |
| 2013                 | ¡Por Faén!                   | Grabaciones independientes                      |
| 2018                 | Condición grave              | Registros de Soulseller                         |

### Población
| Fecha de lanzamiento | Título                  | Etiqueta      |
| 2004                 | Sangre por todas partes | Independiente |
| 2005                 | demostración 05         | Independiente |
| 2012                 | demostración 2012       | Independiente |

### EP
| Fecha de lanzamiento | Título                    | Etiqueta                                   |
| 2009                 | Castillo de las Calaveras | Producciones de arte nocturno/Luz de velas |

## Miembros de la banda
- Pete Evil (Peter Michael Kolstad Vegem) - voz, guitarra rítmica (2004-presente)
- Dor Amazon ( Kristoffer Sørensen ) - guitarras principales, coros (2004-presente)
- Faust (Bård G. Eithun) - batería (2005-presente)
- Calle (Carl Janfalk) - bajo, coros (2011-presente)

### Miembros anteriores
- Peter "Bosse" Boström - bajo y coros (2005-2009)
- Riff Randall (Frode Sørskaar) - bajo (2004-2005)
- Stu Manx (Stig Amundsen) - bajo (2005)
- Jørgen "Jay" Nordlie - batería (2004-2005)